# Епітасіу да Сілва Пессоа
Епітасіу Ліндолфу да Сілва Пессоа (порт. Epitácio Lindolfo da Silva Pessoa; 23 травня 1865, Умбузейру, штат Параїба, Бразилія — 13 лютого 1942) — бразильський державний діяч, адвокат і прокурор, одинадцятий президент Бразилії (1919—1922).

## Життєпис
Народився 23 травня 1865 в місті Умбузейру, штат Параїба.
У 1873 його батьки померли від віспи, після чого вихованням Епітасіу займався його дядько за материнською лінією Енріке ді Лусена, губернатор Пернамбуку.
У 1886 закінчив юридичний факультет університету Ресіфі. Працював прокурором.
У 1890—1891 засідав у Конституційній асамблеї Бразилії. Після вступу на пост президента Флоріану Пейшоту Пессоа тимчасово пішов з політики, проживав у Європі.
У 1898 зайняв місце міністра правосуддя в уряді Кампуса Салеса.
У 1902—1905 працював генеральним прокурором Бразилії.
У 1919 очолював бразильську делегацію на міжнародній конференції з повоєнного мирного врегулювання в Парижі. Саме там він отримав звістку про те, що висунутий кандидатом в президенти на позачергових президентських виборах, а потім і про те, що переміг і став президентом Бразилії.
Бувши вихідцем з північного сходу Бразилії, ставши президентом, Пессоа інвестував багато коштів у розвиток цього посушливого регіону. Зокрема, за нього було розпочато програму будівництва й розвитку гідроелектроенергетичних ресурсів у штатах Параїба, Ріу-Гранді-ду-Норті та Сеара.
Провадив жорстку внутрішню політику: призначав цивільних осіб на посади в уряді, які традиційно посідали військовики, а в 1921 ухвалив «Закон про придушення анархізму». Також за часів його правління осучаснено військо, націоналізовано рибальський промисел і розпочато загальний перепис населення.
Підтримував національне підприємництво, але водночас провадив активну соціальну політику: було закладено основи законодавства про працю.
Багато різноманітних подій відбулося в 1922, який був останнім роком правління Пессоа. Серед них — Тиждень сучасного мистецтва в Сан-Паулу (цю подію вважають відправним моментом формування багатьох напрямків бразильського національного мистецтва, яке почало звільнятись від панівного впливу європейських течій). Того ж року Бразилія святкувала 100-річний ювілей своєї незалежності. Була організована велика Міжнародна виставка, яку відвідав Президент Португалії Антоніу Жозе де Алмейда. Стосовно колишньої бразильської королівської родини Пессоа зробив жест примирення, скасувавши закон про вигнання.
Також у 1922 створено Бразильську комуністичну партію.